# Álex Ortiz
Álex Ortiz, all'anagrafe Alejandro Ortiz Ramos (Siviglia, 25 settembre 1985), è un ex calciatore spagnolo, di ruolo difensore.

## Carriera
Ha giocato nella massima serie spagnola con il Betis e nella seconda divisione spagnola con Gimnàstic, Guadalajara, Alavés e Mirandés.

## Statistiche

### Presenze e reti nei club
Statistiche aggiornate al 21 novembre 2021.
| Stagione         | Squadra          | Campionato       | Campionato | Campionato | Coppe nazionali | Coppe nazionali | Coppe nazionali | Coppe continentali | Coppe continentali | Coppe continentali | Altre coppe | Altre coppe | Altre coppe | Totale | Totale |
| Stagione         | Squadra          | Comp             | Pres       | Reti       | Comp            | Pres            | Reti            | Comp               | Pres               | Reti               | Comp        | Pres        | Reti        | Pres   | Reti   |
| ---------------- | ---------------- | ---------------- | ---------- | ---------- | --------------- | --------------- | --------------- | ------------------ | ------------------ | ------------------ | ----------- | ----------- | ----------- | ------ | ------ |
| feb. 2008        | Betis            | PD               | 1          | 0          |                 | -               | -               |                    | -                  | -                  |             | -           | -           | 1      | 0      |
| 2010-2011        | Gimnàstic        | SD               | 15         | 0          | CR              | 1               | 0               |                    | -                  | -                  |             | -           | -           | 16     | 0      |
| 2011-2012        | Gimnàstic        | SD               | 17         | 3          | CR              | 0               | 0               |                    | -                  | -                  |             | -           | -           | 17     | 3      |
| Totale Gimnàstic | Totale Gimnàstic | Totale Gimnàstic | 32         | 3          |                 | 1               | 0               |                    | -                  | -                  |             | -           | -           | 33     | 3      |
| 2012-2013        | Guadalajara      | SD               | 33         | 1          | CR              | 1               | 1               |                    | -                  | -                  |             | -           | -           | 34     | 2      |
| 2013-2014        | Alavés           | SD               | 24         | 1          | CR              | 2               | 0               |                    | -                  | -                  |             | -           | -           | 26     | 1      |
| 2014-2015        | Mirandés         | SD               | 24         | 1          | CR              | 1               | 0               |                    | -                  | -                  |             | -           | -           | 25     | 1      |
| 2015-2016        | Mirandés         | SD               | 35         | 4          | CR              | 6               | 1               |                    | -                  | -                  |             | -           | -           | 41     | 5      |
| 2016-2017        | Mirandés         | SD               | 21         | 2          | CR              | 0               | 0               |                    | -                  | -                  |             | -           | -           | 21     | 2      |
| Totale Mirandés  | Totale Mirandés  | Totale Mirandés  | 80         | 7          |                 | 7               | 1               |                    | -                  | -                  |             | -           | -           | 87     | 8      |
| 2017-2018        | Real Murcia      | SDB              | 14         | 0          | CR              | 3               | 1               |                    | -                  | -                  |             | -           | -           | 17     | 1      |
| 2018-2019        | Utrera           | TD               | 25         | 1          |                 | -               | -               |                    | -                  | -                  |             | -           | -           | 25     | 1      |
| 2019-2020        | Utrera           | TD               | 23         | 1          |                 | -               | -               |                    | -                  | -                  |             | -           | -           | 23     | 1      |
| 2020-2021        | Utrera           | TD               | 23         | 0          |                 | -               | -               |                    | -                  | -                  |             | -           | -           | 23     | 0      |
| Totale Utrera    | Totale Utrera    | Totale Utrera    | 71         | 2          |                 | -               | -               |                    | -                  | -                  |             | -           | -           | 71     | 2      |
| Totale carriera  | Totale carriera  | Totale carriera  | 255        | 14         |                 | 14              | 3               |                    | -                  | -                  |             | -           | -           | 279    | 17     |